# Tephrina sudella
Tephrina sudella là một loài bướm đêm trong họ Geometridae.